# Der Ruf (Zeitschrift)
Der Ruf war eine 1946 in München gegründete deutsche kulturpolitische Zeitschrift mit dem programmatischen Untertitel „Unabhängige Blätter der jungen Generation“. Die politische Orientierung der Zeitschrift entsprach einem „sozialistischen Humanismus“. Ihre Gründer gelten als Wegbereiter der Gruppe 47.

## Geschichte

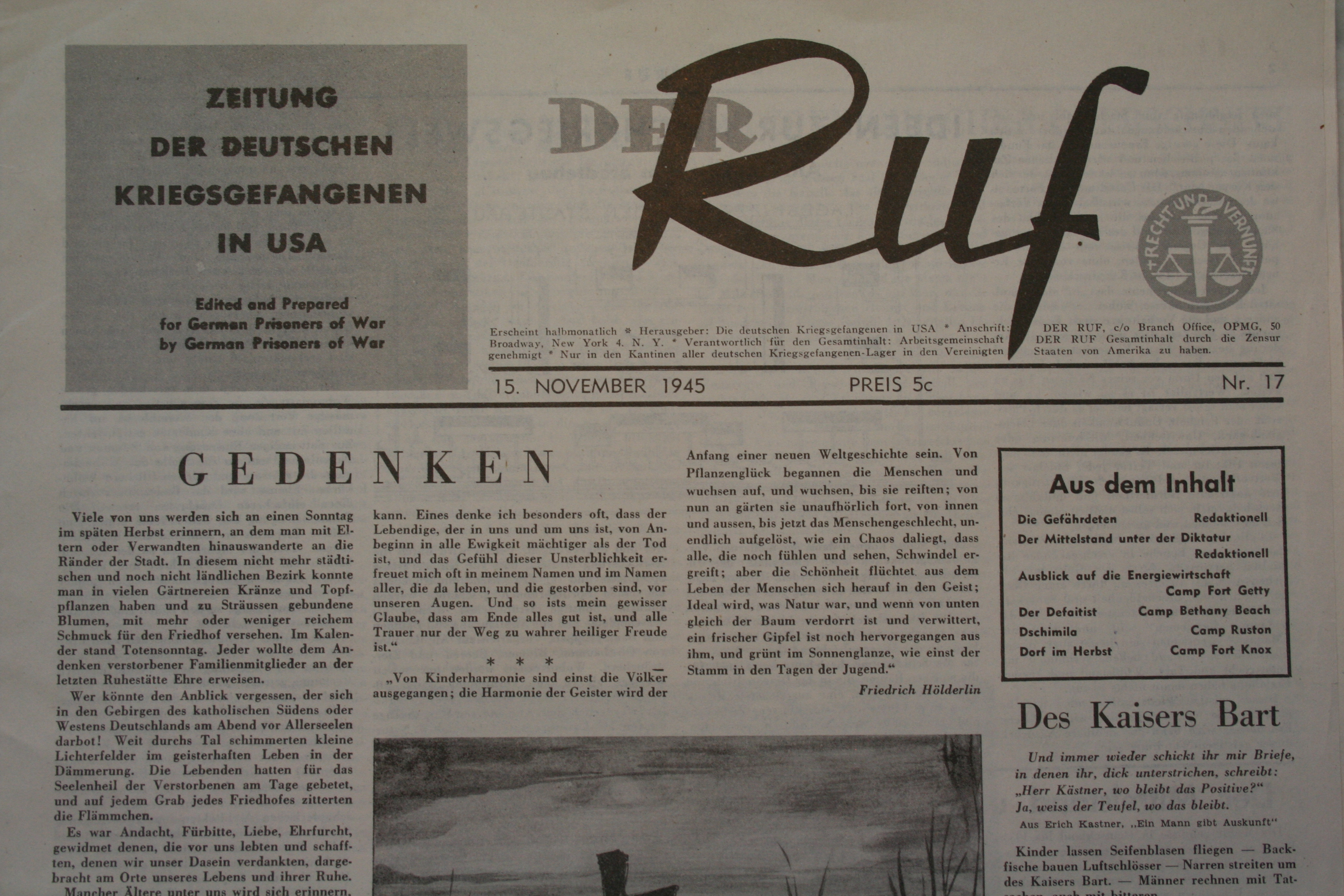
Der Ruf: Zeitung der deutschen Kriegsgefangenen in USA, Ausgabe vom 15. November 1945

Als Vorläufer des 1946 gegründeten Rufs erschien am 1. März 1945 die Erstausgabe der Zeitschrift Der Ruf: Zeitung der deutschen Kriegsgefangenen in USA. Sie wurde im Rahmen des amerikanischen Reeducation-Programms im Kriegsgefangenenlager Fort Kearny in Rhode Island erstellt und von Curt Vinz herausgegeben. Verteilt an die deutschen Kriegsgefangenen in verschiedenen Lagern reichte ihre Auflage von anfänglich 10.000 bis 75.000 Exemplare, ehe sie mit der 26. Ausgabe am 1. April 1946 eingestellt wurde. Alfred Andersch und Hans Werner Richter, die sich beide in amerikanischer Kriegsgefangenschaft befanden, gehörten zu den Mitarbeitern der Zeitschrift.
Nach ihrer Rückkehr nach Deutschland entwickelte Curt Vinz, inzwischen Verleger der Nymphenburger Verlagshandlung in München, die Idee, einen Nachfolger der Kriegsgefangenenzeitung herauszugeben. Am 15. August 1946 erschien die erste Ausgabe der Zeitschrift Der Ruf – unabhängige Blätter der jungen Generation in einer Startauflage von 35.000 Exemplaren. Herausgeber war Alfred Andersch, als Redakteur und seit der vierten Ausgabe Mitherausgeber fungierte Hans Werner Richter. Weitere Mitarbeiter waren unter anderen der Lektor Gustav René Hocke, der Grafiker Franz Wischnewski sowie Walter Maria Guggenheimer, Walter Kolbenhoff, Walter Heist und Friedrich Minssen, später auch Hildegard Brücher.
Die ersten acht Seiten der Zeitschrift behandelten gewöhnlich politische Themen. Es folgten kulturelle und literarische Artikel auf vier bis fünf Seiten, den Abschluss bildeten Buchbesprechungen und Inserate. Insbesondere in den Leitartikel auf den ersten beiden Seiten sowie die Rubrik Deutsche Kommentare auf Seite drei floss die politische Überzeugung der Redakteure ein, die Andersch im späteren Rückblick zusammenfasste: „Wir machten dieses Blatt unter dem Aspekt der Freiheit, also daß man in Deutschland sagen konnte, was man zu sagen für nötig hielt. Und das hat auch eingeschlossen die Kritik an der Besatzungsmacht. […] Es gab zwei zentrale rote Fäden, die sich durch die Zeitung zogen. Das eine war die Idee, […] das künftige Deutschland […] müsse eine Brücke zwischen Ost und West bilden. – Die zweite Sache, war die, daß wir sagten: Sozialismus. Wir sind für ein sozialistisches Deutschland eingetreten, das außen- und innenpolitisch als Brücke zwischen den Westmächten und der Sowjetunion dienen solle.“
Die Auflage des Rufs steigerte sich, nicht zuletzt wegen der kritischen Haltung gegenüber der amerikanischen Besatzungsmacht, bald auf 50.000 und seit der 10. Ausgabe am 1. Januar 1947 auf 70.000 Exemplare, ehe sie von der Information Control Division (ICD) der amerikanischen Besatzungszone nach der 14. Ausgabe auf 50.000 beschnitten wurde, nachdem in dieser Ausgabe verschiedene Artikel den Unwillen der amerikanischen Zensurgremien auf sich gezogen hatten. Mit der Planung der Ausgabe 17 kam es am 4. April 1947 zum endgültigen Verbot des Rufs durch die ICD, der nur unter der Auflage zu umgehen war, dass die Herausgeber Andersch und Richter entlassen wurden. Mit einem geänderten politischen Profil und unter neuer Herausgeberschaft, zunächst kommissarisch durch Erich Kuby, von Januar 1948 an durch Walter von Cube konnte die Zeitschrift kurz darauf wieder erscheinen. Der Verlagsort wechselte 1948 von München nach Mannheim. 1949 wurde der Ruf endgültig eingestellt.
Während Andersch sich nach seinem Ausscheiden literarischen Projekten widmete, plante Richter eine neue Zeitschrift unter dem Titel Der Skorpion, die zwar nie über ihre Nullnummer herauskam, doch aus deren erstem Mitarbeitertreffen die Gruppe 47 entstand, die in Folge großen Einfluss auf die deutsche Nachkriegsliteratur erlangte. Die Bedeutung der Zeitschrift Der Ruf selbst ist umstritten. Gerd Bucerius sprach von einer „glanzvollen politischen Zeitschrift“ und sah in Hans Werner Richter den Journalisten mit dem größten Einfluss in der amerikanischen Besatzungszone. Alexander Gallus wertete den Ruf als eines der Leitmedien seiner Zeit. Heinz Ludwig Arnold relativierte dagegen: „Seine Bedeutung blieb ephemer, eine Randnotiz aus dieser Zeit, wenn er nicht durch den späteren Ruhm von Andersch und Richter und vor allem durch die nachfolgende Erfolgsgeschichte der Gruppe 47 aufgewertet worden wäre.“